# Síndrome urémico hemolítico
El síndrome urémico hemolítico o síndrome hemolítico urémico SUH/SHU, internacionalmente denominado Haemolytic-uraemic syndrome (HUS), es una enfermedad que se caracteriza por insuficiencia renal, anemia hemolítica, trombocitopenia y defectos de la coagulación. Es la consecuencia de toxinas bacterianas que producen lesiones en los pequeños vasos sanguíneos que afecta fundamentalmente al riñón, pero también puede afectar al sistema nervioso central y al aparato gastrointestinal.

## Incidencia

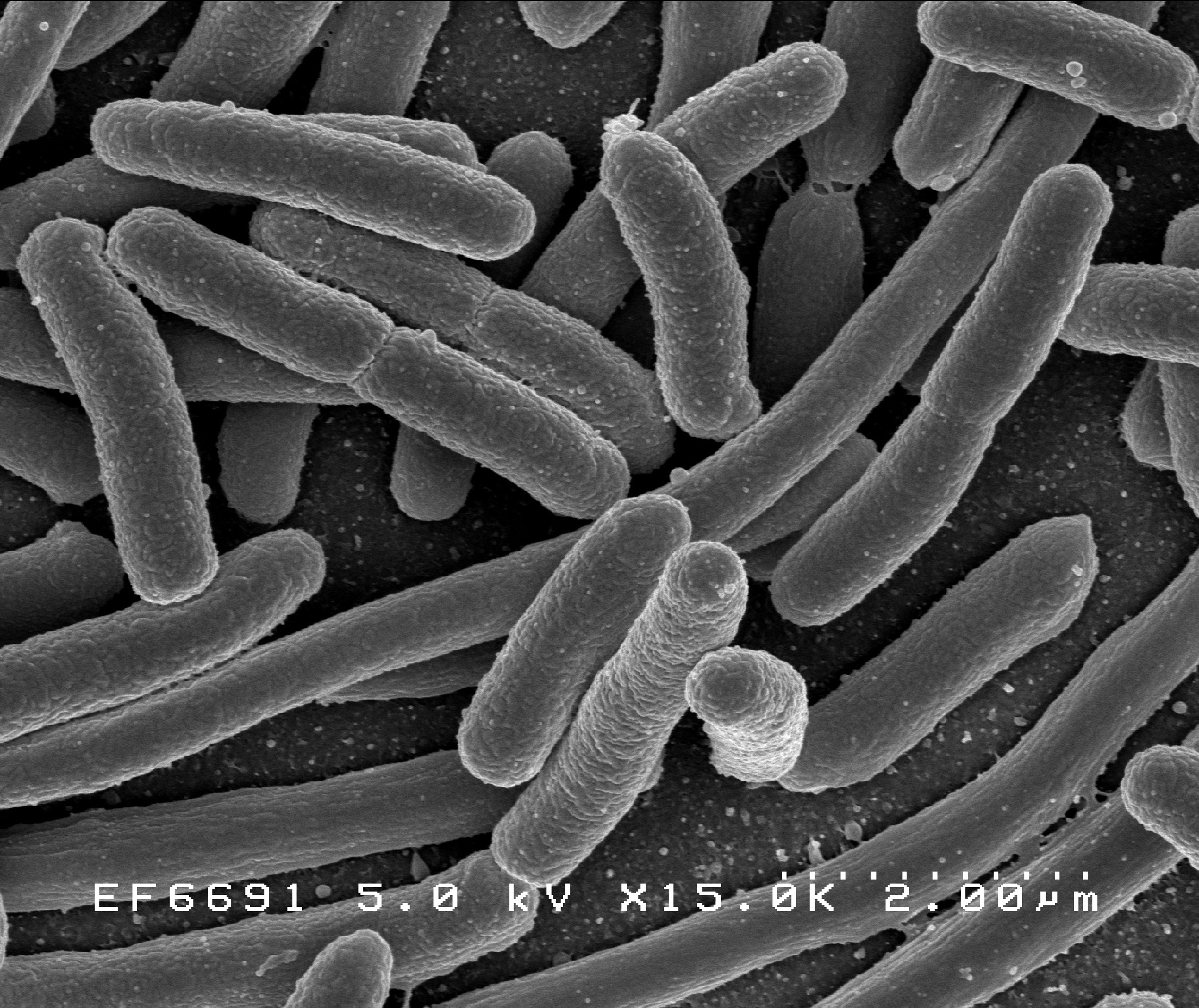
Escherichia coli O157:H7

Este síndrome es más común en los niños y ancianos, se presenta frecuentemente después de una infección gastrointestinal (entérica), usualmente causada por una cepa específica de la bacteria Escherichia coli misma que genera una toxina llamada toxina shiga, la cual inhibe la síntesis proteica, liberando el factor Von Wilebrand, generando trombosis y destrucción eritrocitaria (Escherichia coli O157:H7).
También se ha asociado a otras infecciones entéricas, incluyendo las causadas por Shigella y Salmonella y algunas infecciones no entéricas.
Más raramente tiene otras causas, como en las formas hereditarias, el déficit de  complemento, ciertos fármacos como la ciclosporina, el lupus eritematoso sistémico, la nefritis por radiación y algunos tumores malignos.
Este síndrome es la primera causa de insuficiencia renal aguda en niños menores de cinco años. Puede causar la muerte o dejar secuelas para toda la vida como insuficiencia renal crónica, hipertensión arterial y alteraciones neurológicas.
Existen en Argentina alrededor de cuatrocientos nuevos casos por año, constituyendo el país de mayor incidencia en cantidad de casos por habitante en el mundo. En la etapa aguda la mortalidad es de 2-4% de los niños afectados.

## Síntomas
Los síntomas tempranos de este síndrome son:
- Fiebre.
- Vómito y diarrea.
- Sangre en las heces.
- Irritabilidad.
- Debilidad.
- Letargo.

Los síntomas posteriores son:
- Oliguria (muy poca orina).
- Anuria (orina nula).
- Palidez.
- Magulladuras.
- Hemorragias subcutáneas en forma de pequeños puntos rojos (petequias).
- Coloración amarillenta de la piel (ictericia).
- Disminución del estado de conciencia.
- Convulsiones.

## Tratamiento
Debe evitarse el tratamiento de la infección con antibióticos y antidiarreicos, dado que puede estimular la producción de toxina Shiga incrementando el nivel de toxina en intestino y por consiguiente aumentando el riesgo de desarrollar SUH.
El paciente con diagnóstico de SUH debe ser siempre internado.
El tratamiento es generalmente de apoyo, con hemodiálisis (en niños diálisis peritoneal) y/o transfusión de glóbulos rojos desplasmatizados.

## Formas de contagio y prevención
La fuente de contagio principal es la carne de vacuno previamente contaminada e insuficientemente cocida, los embutidos, la leche no pasteurizada, los productos lácteos frescos manufacturados con leche no pasteurizada y el agua contaminada. También puede transmitirse de persona a persona. Se recomienda:
- Asegurar la correcta cocción de la carne, la bacteria se destruye a los 70 °C. Esto se consigue cuando la carne tiene una cocción homogénea. Prestar especial atención que se alcance la temperatura adecuada en el interior de preparados que tengan carne picada, que correctamente cocida es de color marrón-grisáceo, nunca ingerir si presenta tonos rosados, rojos, bordó ni similar.
- Se sugiere que los menores de cinco años no ingieran hamburguesas caseras o compradas, ni de locales de comidas rápidas o donde se sospeche que no hay higiene suficiente. Lo mismo para embutidos como salamines o morcillas crudas.
- Tener especial cuidado con la cocción de la carne picada, ya que generalmente se cocina bien solo la parte superficial, permaneciendo la bacteria viable en el interior. El jugo de la carne picada bien cocida debe ser completamente translúcido.
- Se debe asegurar la completa cocción de las hamburguesas dado que son fuente principal de contaminación en los niños.
- Utilizar utensilios diferentes para cortar o preparar la carne cruda y para, después, trocearla una vez cocinada antes de ser ingerida. O lavarlos adecuadamente. También utilizar diferentes utensilios para preparar otros alimentos que se sirvan crudos o lavarlos adecuadamente.
- Evitar el contacto de las carnes crudas con otros alimentos que no se vayan a cocer como verduras (contaminación cruzada).
- Controlar el uso de leche y derivados lácteos correctamente pasteurizados y conservar la cadena de frío.
- No consumir ni adquirir jugos de fruta no pasteurizados.
- Lavar cuidadosamente verduras y frutas.
- Asegurar la correcta higiene de las manos (deben lavarse con agua y jabón) antes, durante y después de la preparación de los alimentos.
- Lavarse las manos con agua y jabón luego de ir al baño.
- Prestar especial atención al uso de grifería, siendo preferibles en sitios públicos aquellos que eviten la contaminación entre usuarios (por ejemplo que no sea necesario usar las manos para abrirlos o cerrarlos).
- No bañarse en aguas prohibidas o sospechosas de estar contaminadas con aguas fecales o sucias o en contacto con animales.
- Higienizarse adecuadamente con agua y jabón luego de tener contacto con animales domésticos y principalmente con los de granja o sus aposentos (establos, comederos, mercados, etc.).
- Consumir únicamente agua potable. En caso de duda, hervir el agua.

## Fuente
- «LUSUH - Asociación para la prevención y Lucha contra el Síndrome Urémico Hemolítico (SUH)».